# Zoubida Bouyacoub
Zoubida Bouyacoub, née le 15 septembre 1987, est une judokate algérienne.

## Carrière
Zoubida Bouyacoub évolue dans la catégorie des moins de 63 kg. Elle est médaillée de bronze aux Jeux méditerranéens de 2001 à Tunis, médaillée d'or aux Championnats d'Afrique de judo 2001 à Tripoli et médaillée d'argent aux Championnats d'Afrique de judo 2002 au Caire.